# 도척초등학교
도척초등학교는 대한민국 경기도 광주시 도척면 노곡리에 위치한 공립 초등학교이다.

## 학교 연혁
- 1931년 7월 10일 도척공립보통학교 개교
- 1938년 4월 1일 도척공립심상소학교로 개칭[1]
- 1941년 4월 1일 도척공립국민학교로 개칭[2]
- 1996년 3월 1일 도척초등학교로 개칭[3]
- 2005년 9월 4일 다목적 체육관 준공
- 2007년 3월 1일 도서실 개관
- 2007년 6월 8일 어학실, 과학실 리모델링
- 2009년 10월 30일 씨름장 조성
- 2009년 11월 30일 학교 공원화 및 녹색사업
- 2009년 12월 31일 급식실 증축 및 개축
- 2019년 3월 1일 제31대 이상복 교장 부임
- 2020년 1월 3일 제87회 졸업(6학년 39명, 총 5663명)

## 참고 자료
- 도척초등학교 - 한국교육학술정보원 학교알리미